# Liste der portugiesischen Botschafter in Gambia
Die Liste der portugiesischen Botschafter in Gambia listet die Botschafter der Republik Portugal in Gambia auf. Die Länder unterhalten seit 1976 direkte diplomatische Beziehungen, die auf die Ankunft der Portugiesischen Entdeckungsreisenden im heutigen Gambia ab 1446 zurückgehen.
Erstmals akkreditierte sich ein portugiesischer Botschafter 1979 in der gambischen Hauptstadt Banjul. Eine eigene Botschaft eröffnete Portugal dort nicht, das Land gehört seit Beginn der Beziehungen zum Amtsbezirk des Portugiesischen Botschafters im Senegal, der sich dazu in Gambia zweitakkreditiert (Stand 2019).
In Serekunda nahe der Hauptstadt Banjul besteht ein portugiesisches Honorarkonsulat.

## Missionschefs
| Name                                         | Bild   | Amtszeit  | Anmerkungen                                                               |
| Gambia                                       | Gambia | Gambia    | Gambia                                                                    |
| -------------------------------------------- | ------ | --------- | ------------------------------------------------------------------------- |
| Jorge Syder Santiago                         |        | ab 1979   | Botschafter mit Amtssitz Dakar, am 29. August 1979 in Banjul akkreditiert |
| Carlos Maria Moniz Tavares de Matos Taquenho |        | ab 1982   | Botschafter mit Amtssitz Dakar                                            |
| Fernando Pinto dos Santos                    |        | ab 1989   | Botschafter mit Amtssitz Dakar                                            |
| Jorge Raúl da Silva Preto                    |        | ab 1994   | Botschafter mit Amtssitz Dakar                                            |
| João Luís Niza Pinheiro                      |        | ab 1999   | Botschafter mit Amtssitz Dakar                                            |
| António Augusto Montenegro Vieira Cardoso    |        | ab 2005   | Botschafter mit Amtssitz Dakar                                            |
| Carolina Cordeiro Cabral                     |        | 2009      | Übergangs-Geschäftsträgerin am Amtssitz Dakar                             |
| Rui Alberto Manupella Tereno                 |        | ab 2009   | Botschafter mit Amtssitz Dakar                                            |
| Paulo Jorge Pedreira do Nascimento           |        | ab 2014   | Botschafter mit Amtssitz Dakar                                            |
| Vítor Paulo da Costa Sereno                  |        | seit 2018 | Botschafter mit Amtssitz Dakar                                            |